# La Prensa (Perú)
La Prensa fue un diario peruano, editado en Lima, cuyo primer número salió a la venta el 23 de septiembre de 1903. Conocido también como el "diario de Baquíjano", por haber estado su sede en la calle Baquíjano 745, actual cuadra 7 del Jirón de la Unión, en Lima.

## Historia

### Primera etapa
Su fundador fue Pedro de Osma y Pardo y su primer director Enrique Castro Oyanguren. Estuvo respaldado por una cuantiosa inversión. Inicialmente sirvió para las orientaciones del Partido Demócrata y hacer una oposición sustantiva al gobierno civilista. Tras un breve periodo de suspensión por problemas de personal y técnicos, fue relanzado el 16 de enero de 1904. En 1905 se fusiona con El Tiempo, que desde 1898 era de propiedad de Alberto Ulloa Cisneros, quién asumiría la dirección del diario hasta 1915. Durante su gestión se modernizaron con linotipos traídos desde Estados Unidos y la rotativa adquirida en Alemania siendo instaladas en 1906 y operaron a partir de 1907.
El 29 de mayo de 1909, el local sufre un asalto por parte de la policía, como consecuencia del fallido golpe de Estado que los hermanos de Nicolás de Piérola intentaron contra Augusto B. Leguía. En este suceso sus redactores fueron arrestados y los talleres destruidos por externos.
El diario apareció de nuevo el 2 de agosto de 1910, pese a su línea de oposición al gobierno de Leguía. En las elecciones de 1912, La Prensa y El Comercio apoyaron a Guillermo Billinghurst, que finalmente sería elegido presidente. El nuevo presidente fue nombrado «Primer Obrero del Perú», lo que provocó que los grupos de poder le declararan la guerra. Finalmente, en 1914, Billinghurst fue derrocado por Óscar R. Benavides, apoyado por los hermanos Jorge y Manuel Prado Ugarteche (más tarde Presidente del Perú) y los partidarios demócratas. Benavides se revolvió luego contra los conspiradores, y Alberto Ulloa, debido a una persecución por conspiración, huyó del Perú en julio de 1914.

### Vocero del Oncenio
En 1915, Augusto Durand se hace cargo de la dirección del diario, apoyando al civilista José Pardo. Durand luego fue elegido diputado de Lima, y más tarde embajador del Perú en Argentina. Se hizo cargo de la dirección del diario el diplomático Carlos Rey de Castro, en enero de 1917. En las elecciones de 1919, que dieron el triunfo a Augusto B. Leguía, La Prensa y El Comercio apoyaron al candidato opositor, Ántero Aspíllaga. Ambos diarios luego pagaron las consecuencias después del cuartelazo que depuso a José Pardo. El 10 de septiembre, las autoridades de Leguía denunciaron una conspiración golpista y se ordenó el arresto de los implicados. Ese mismo día, grupos armados asaltaron las sedes de La Prensa y El Comercio. Al poco tiempo, volvió a circular bajo la dirección de Luis Fernán Cisneros, pero ya en ese momento Leguía prohibía toda información contraria a su régimen, con lo que se decidió su venta y adquisición. El 23 de enero de 1921 la policía desalojo la sede de donde se publicaba el diario y capturó luego al director y a otros políticos opositores como Víctor Andrés Belaúnde, quienes fueron deportados a Panamá. Un amigo de Leguía, el colombiano Forero Franco asumió la dirección editorial y Leopoldo Cortés asumió la dirección política. Durante el gobierno de Leguía llamado el Oncenio el diario se convirtió en el vocero incondicional de la «Patria Nueva» del presidente. Durand renunció al cargo de embajador después del golpe y regresó al país. En 1923 fue apresado y perseguido, muriendo repentinamente a bordo del barco de guerra que lo trasladaba a Lima.
La cuestión de la propiedad fue resuelta por el gobierno recién en noviembre de 1927 con una resolución legal que aprobó un contrato de compraventa de La Prensa, S.A. con la familia Durand por S/. 250.000 y una suma similar por reclamaciones que el diario tenía pendientes antes de 1921.

### La Prensay Beltrán
Pedro Beltrán Espantoso, propietario de una hacienda relativamente pequeña pero de alto rendimiento al sur de Lima (Montalván en Cañete) figuró públicamente por primera vez cuando fue elegido presidente de la Sociedad Nacional Agraria en 1930. Más tarde fue promotor del Partido Nacional Agrario. Sin embargo, fue apenas un grupo más de los que surgieron después de una década políticamente abarrotada, y no logró éxito inmediato.
Mientras tanto, el nuevo gobierno de Luis Sánchez Cerro devolvió a los herederos de Durand la empresa editora La Prensa, S.A. que era, al final del Oncenio de Leguía, un diario casi agotado ideológicamente. Ignacio Brandariz, un profesional del periodismo escrito, se hizo cargo del diario en 1931. Varios círculos políticos intentaron revivir el diario. Fueron los herederos del Partido Civil quienes compraron sus acciones a los Durand.
El diario reapareció el 20 de julio de 1934 con la intención de participar en las elecciones de 1936 que debían elegir al reemplazante de Óscar Raimundo Benavides. Beltrán lideró el Partido Nacional Agrario, con Manuel Villarán como candidato presidencial. El APRA, el partido de mayor fuerza electoral, apoyó la candidatura de Luis Antonio Eguiguren. Las elecciones dieron el triunfo a Eguiguren, sin embargo, el Congreso, en su mayoría de antiapristas, decidieron anular los comicios mediante ley N° 8459. Beltrán y su grupo se retiraron del diario. El Comercio vendió sus acciones a José Quesada Larrea, quien se postuló como candidato presidencial en 1939, su único rival era Manuel Prado Ugarteche. Finalmente, resultó elegido Prado.
La dirección fue encargada sucesivamente a Guillermo Hoyos Osores y Eduardo Marisca. Hoyos apoyó la candidatura de Eloy Ureta en las elecciones presidenciales de 1945, en las que finalmente salió elegido su rival, José Luis Bustamante y Rivero. Luego de la elección de Bustamante, Francisco Graña Garland se hizo de la dirección del diario.
El 7 de enero de 1947, Francisco Graña Garland fue asesinado, presuntamente por fanáticos apristas. Eudocio Ravines dirigió el diario interinamente y desató una campaña junto con El Comercio y el bisemanario Vanguardia, en contra del régimen pro-aprista. Beltrán, diputado opositor del régimen, organizó la Alianza Nacional con el intento de frenar el avance de las reformas emprendidas por el gobierno de Bustamante. La Prensa se había convertido en el medio que denunciaba la corrupción y el nepotismo en los cuales el partido aprista (entonces denominado «Partido del Pueblo») estaba involucrado. Por ello, el gobierno intentó censurar las constantes acusaciones a través de un proyecto de Ley de Imprenta, que fue finalmente rechazado por Beltrán. Beltrán apoyó el golpe militar de Manuel Odría en octubre de 1948, lo que confirmó su liderazgo dentro de la clase agro-exportadora. Beltrán se comprometió con Odría y fue nombrado como Presidente del Banco Central de Reserva del Perú. El diario, había quedado virtualmente sin director, aunque Beltrán lo manejaba directamente. Ravines, quien había regresado a Lima luego de su deportación por el gobierno de Bustamante. En abril de 1950, el gobierno de Odría detuvo a Ravines nuevamente con el pretexto de una caricatura ofensiva. Beltrán renunció a la presidencia del Banco Central.
El diario era dirigido aún por Ravines, hasta que finalmente fue reemplazado brevemente por Carlos Rizo Patrón y finalmente el diario quedaría definitivamente al mando de Pedro Beltrán, quien logró enviar al personal del diario a capacitación en Nueva York e impuso una severa disciplina laboral. El novedoso diagramado, los titulares distintos y la excelente redacción eran una innovación en el periodismo peruano. Beltrán puso en práctica un sistema de premios agregados al sueldo y de acuerdo a las cifras de ventas. Los periodistas que trabajaban para el diario ya eran los más pagados del medio. Se atribuye a Beltrán la introducción al Perú del estilo objetivo y las técnicas de la pirámide invertida, popularizadas por la Associated Press.
La renovación del diario y su consolidación continuó activamente durante la década de 1950, con la creación del diario vespertino Última Hora que introdujo un léxico vulgar aunque solamente se usó en los titulares.
Tuvo un suplemento dominical denominado Siete días del Perú y el mundo, que se publicó separadamente a partir de 1974.
Cabe mencionar que su suplemento infantil Urpi, publicado en 1975, ha sido considerado entre los mejores suplementos de Latinoamérica y hoy es un referente histórico dentro de las publicaciones infantiles del Perú.

### Arturo Salazar Larraín y Federico Prieto Celi, directores
En el gobierno de Juan Velasco Alvarado el 27 de julio de 1974, se promulgó el decreto de expropiación de los diarios. La Prensa debía ser manejada por las comunidades laborales, pesqueras, mineras, etc. Sin embargo, los diarios eran dirigidos por directores allegados al gobierno militar. 
El 28 de julio de 1980, su propiedad fue transferida a los trabajadores allegados a Pedro Beltrán, quienes nombraron director al periodista Arturo Salazar Larraín. Sin embargo, después de cuatro años, la crisis económica y la mala inversión del dinero recibido como indemnización por la expropiación llevó al directorio a aceptar la renuncia de Salazar Larraín y nombrar subdirector periodístico, encargado de la dirección, al periodista Federico Prieto Celi, que mantuvo el cargo por dos meses (24.06.84-24.08.84). Los trabajadores y el director, cuando los primeros anunciaron un paro por no recibir sus salarios al día, llegaron a un acuerdo: publicar varios días una edición del diario de cuatro páginas, en Fiestas Patrias, con gran acogida del público. 
Prieto Celi, en su libro La Prensa, el alma del siglo XX en el Perú (1903-1984) narra que hubo por lo menos seis intentos de salvataje del diario, que detalla uno a uno, pero intereses subalternos de los dos principales accionistas, Pedro Beltrán Ballén y Felipe Thorndike Beltrán, los frustraron. El gerente del diario era Óscar de la Puente Raygada, encargado de las negociaciones para salvar el diario. Al no acoger las ofertas de ayuda, el diario dejó de salir, precisamente el día que Prieto Celi era ratificado como director .
El local del diario La Prensa posteriormente fue vendido a la cadena de supermercados Monterrey en 1986. Tras el colapso de Monterrey en 1993, el local fue vendido a la indumentaria Topitop, que lo ocupa hasta el día de hoy.

### Resurrección como sitio web
En el año 2012 el nombre y logo de La Prensa comenzaron a ser usados para un sitio web de noticias, parte del portal Perú.com. A principios del 2022, sin embargo, los artículos cesaron.